# Arco de Constantino
Arco de Constantino é um arco triunfal de Roma construído por ordem do Senado Romano para comemorar a vitória do imperador Constantino sobre Maxêncio na Batalha da Ponte Mílvia em 312. Localizado entre o Coliseu e o monte Palatino, o arco foi inaugurado em 315. Sob ele passava a Via Triunfal, a rota seguida pelos grandes generais e imperadores romanos em seus triunfos.
Foi o último e o maior dos arcos triunfais construídos em Roma e é também o único a fazer extensivo uso de spolia, reutilizando diversas grandes esculturas retiradas de outros monumentos imperiais da época dos imperadores Trajano (r. 98–117), Adriano (r. 117–138) e Marco Aurélio (r. 161–180) em notável contraste estilístico com as esculturas recém-criadas para o arco. Esta mistura lhe valeu o jocoso apelido de "Cornacchia di Esopo" ("O Corvo de Esopo").
O arco tem 21 metros de altura, 25,9 de largura e 7,4 de profundidade. Há três arcos de passagem, o central com 11,5 metros de altura e 6,5 de largura e os laterais com 7,4 metros de altura e 3,4 metros de largura cada um. Sobre as passagens está o ático, construído em tijolos e revestido de mármore. Uma escadaria dentro do arco pode ser acedida a partir de uma porta que abre a certa altura do chão, no lado oeste (do monte Palatino). O projeto geral, com uma parte principal estruturada por colunas destacadas e um ático com a inscrição principal acima foi baseado no Arco de Sétimo Severo, no Fórum Romano.

## História
O Arco de Constantino, que foi construído entre 312 e 315, foi encomendado pelo Senado Romano para comemorar os dez anos ("decenália") do reinado de Constantino (r. 306–337) — celebrado entre julho de 315 e julho de 316 — e a vitória do imperador diante de seu antecessor, o imperador Maxêncio (r. 306–312), na Batalha da Ponte Mílvia em 28 de outubro de 312, como descreve a inscrição comemorativa no ático; foi inaugurado oficialmente em 25 de julho de 315 e deu início a uma série de jogos e orações comemorativos. O próprio Constantino, porém, entrou em triunfo na cidade em 29 de outubro de 312, a data na qual o Senado encomendou a obra, mas deixou a cidade em menos de dois meses e só retornou em 326.
A localização escolhida, entre o monte Palatino e o monte Célio, era o ponto onde a antiga Via Triunfal se juntava à Via Sacra, a rota seguida pelos imperadores quando entravam na cidade para celebrar um triunfo — ela começava no Campo de Marte, atravessava toda a extensão do Circo Máximo e contornava o monte Palatino; no ponto onde estava o arco, a rota fazia uma curva à esquerda na Meta Sudans e seguia pela Via Sacra através do Fórum Romano até chegar no monte Capitolino, passando através do Arco de Tito e do Arco de Sétimo Severo no caminho.
Durante a Idade Média, o Arco de Constantino foi incorporado à fortaleza de uma das famílias de Roma, como aconteceu com muitos dos monumentos antigos da cidade. Obras para restaurá-lo ao seu estado original foram realizadas pela primeira vez no século XVIII e a última no final da década de 1990, pouco antes do Grande Jubileu do ano 2000. Durante os Jogos Olímpicos de Verão de 1960, o Arco de Constantino serviu como linha de chegada para a maratona.
Em 3 de setembro de 2024, o arco foi danificado ao ser atingido por um raio durante uma tempestade.

### Controvérsias
Quaisquer que fossem os defeitos de Maxêncio, sua reputação em Roma foi influenciada por suas obras públicas em Roma. Na época de sua ascensão, em 306, Roma estava se tornando cada vez mais irrelevante para o governo do Império Romano e a maior parte dos imperadores já preferia viver em outros lugares para focar na defesa das fronteiras (geralmente fundando cidades à volta de seus acampamentos). Maxêncio, por outro lado, se concentrou em restaurar a antiga capital e ganhou o epíteto de "conservator urbis suae" ("preservador de sua cidade"). Por isto, Constantino era visto pelos habitantes da cidade, entre outras coisas, como aquele que depôs um de seus grandes benfeitores e, por isso, precisava seguir os passos dele para ganhar legitimidade. Muita controvérsia então passou a cercar o real patrocínio de obras públicas neste período. Constantino decretou um damnatio memoriae e passou a remover sistematicamente a memória de Maxêncio e, consequentemente, há muita incerteza sobre suas obras.

Datação dos elementos artísticos do Arco de Constantino

No caso do Arco de Constantino, alguns estudiosos defendem que ele não deveria mais ser referido como "Arco de Constantino" e que ele seria, na verdade, uma obra mais antiga, da época de Adriano, retrabalhada durante o reinado de Constantino, pelo menos a porção inferior. Outros afirmam que ele foi construído (ou pelo menos iniciado) por Maxêncio. Finalmente, um estudioso sugere que ele teria sido construído ainda na época de Domiciano (r. 81–96).

## Estilo
O Arco de Constantino é um importante exemplo, frequentemente citado em obras de história da arte, das mudanças estilísticas do século IV e também do "colapso do cânone clássico grego de formas durante o período romano tardio", um sinal de que a cidade estava em declínio e seria logo eclipsada pela nova capital de Constantino, Constantinopla, em 324. O contraste entre os estilos das imagens reutilizadas do século II e as recém-criadas para o arco é dramático e, segundo Ernst Kitzinger, "violento". Apesar disto, é importante notar que no caso da cabeça de um imperador antigo que foi substituída pela de Constantino, o artista ainda conseguiu atingir uma "representação suave e delicada da face de Constantino" que era "muito distante do estilo dominante da oficina". Sem dúvida, o Arco de Constantino é o mais impressionante monumento cívico de Roma da Antiguidade Tardia, mas é também o mais controverso no que diz respeito às suas origens e simbolismos.
| “ | [Kitzinger compara uma escultura circular de Adriano caçando leões, que é] ainda firmemente enraizada na tradição da arte helenística tardia e na qual há uma ilusão de um espaço aberto e arejado no qual as figuras se movem livremente e com uma confiança relaxada, [com um friso posterior no qual as figuras estão] esmagadas, presas, como se estivessem entre dois planos imaginários, e tão amontoadas dentro da moldura como se não tivessem nenhuma liberdade de movimentos em direção nenhuma [...] com gestos que são bruscos, excessivos e descoordenados com o resto do corpo. [...] Perdido também está o cânone clássico de proporções. As cabeças são desproporcionalmente grandes, os torsos, quadrados, e as pernas, atarracadas [...] As diferenças no tamanho físico das figuras sublinham de forma drástica as diferenças de status e importância que o artista do século II indicava de forma sutil através da composição agrupando-as casualmente. Perdidas, finalmente, estão a elaboração nos detalhes e a diferenciação na textura das superfícies. As faces são cortadas e não modeladas, o cabelo tem a forma de um gorro com algum padrão superficial, dobras na roupa são sumariamente indicadas por linhas profundamente recortadas». | ” |
|   | — Ernst Kitzinger, Byzantine art in the making: Main lines of stylistic development in mediterranean art, 3rd-7th century (1977).. |   |

A encomenda para o Arco de Constantino era claramente muito importante e, apesar de apressada, a obra pode ser considerada como um reflexo do melhor que havia em termos artísticos em Roma na época; a mesma oficina foi provavelmente responsável por diversos sarcófagos romanos sobreviventes da mesma época. A questão sobre como explicar o que pode ser visto como um declínio, tanto no estilo quanto na execução, gerou uma vasta discussão ao longo da história. Entre os fatores considerados estão: uma ruptura na transmissão das habilidades artísticas (de pai pra filho ou do mestre para o aprendiz) por conta da disrupção política e econômica decorrente da crise do terceiro século, a influência de estilos orientais ou outros pré-clássicos advindos de todas as partes do Império (um ponto de vista promovido por Josef Strzygowski e atualmente praticamente descartado), a emergência, no arte pública promovida pela elite, de um estilo mais simples "popular" ou "itálico" que já era utilizado pelos romanos mais pobres durante o período de predominância dos modelos gregos, uma revolta ideológica contra o que os estilos clássicos passaram a representar e uma preferência deliberada por uma visão de mundo mais simples explorando as possibilidades que um estilo mais simples proporciona. Os escultores da época de Constantino estavam mais interessados no simbolismo, tanto o religioso como o histórico. Assim, as referências estilísticas aos arcos mais antigos de Tito e Sétimo Severo assim como a incorporação de spolia de épocas anteriores também pode ser interpretada como um tributo deliberado à própria história de Roma. Por outro lado, um fator que não pode ser responsabilizado, como a data e origem do Retrato dos Quatro Tetrarcas de Veneza atesta, é a ascensão do cristianismo, pois as mudanças são anteriores.

## Iconografia

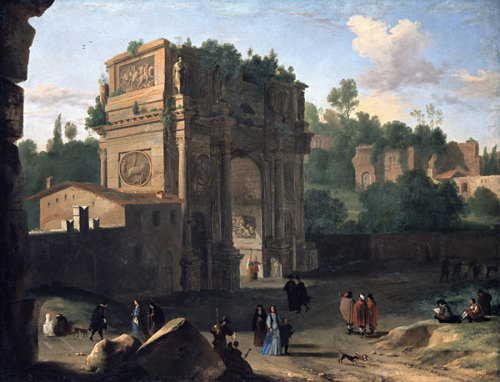
Pintura de Herman van Swanevelt (1645) do Arco de Constantino ainda incorporado aos edifícios medievais

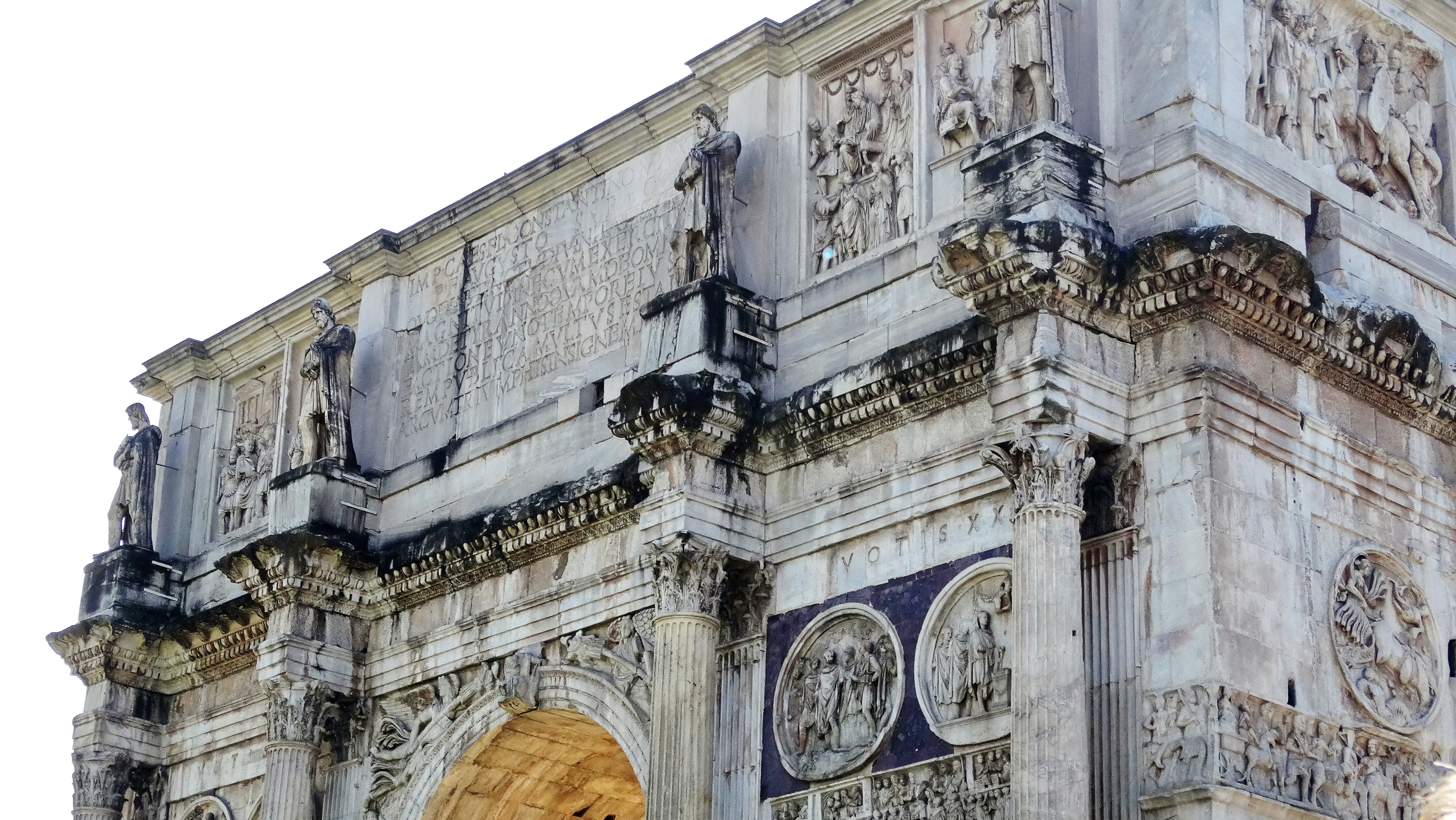
Detalhe revelando os principais elementos decorativos (fachada norte), incluindo as esculturas circulares, as estátuas no alto das colunas, os frisos constantinianos, as enjuntas e os painéis da época de Trajano

### Reutilização
O Arco de Constantino é muito decorado e incorpora partes elementos decorativos de monumentos mais antigos. Como ele celebra uma vitória de Constantino, o novo friso "histórico" ilustrando sua campanha na Itália reflete o tema central: a glória do imperador, tanto em combate quanto em seus deveres civis. Os demais elementos dão suporte a este tema: a decoração emprestada dos "anos dourados" do século II sob o comando dos imperadores da dinastia nerva-antonina reforça o lugar de Constantino entre os "bons imperadores" enquanto o conteúdo das peças evoca imagens de um governante piedoso e vitorioso. Outra explicação dada para esta reutilização é o curto espaço de tempo entre o começo da obra (no máximo final de 312) e a inauguração (julho de 315), o que obrigou os arquitetos a buscarem obras já existentes para compensar a falta de tempo para criar novas esculturas. É possível que tantas obras mais antigas tenham sido utilizadas por que os próprios construtores não acreditavam que os artistas da época podiam criar obras mais belas do que as que já existiam. Finalmente, já se sugeriu que os romanos do século IV de fato não tinham a habilidade artística necessária para produzir obras da qualidade necessária e sabiam disto, o que os levou a remover obras prontas de monumentos mais antigos para decorar os recém-construídos. Esta interpretação, contudo, tem se tornado menos proeminente em tempos modernos conforme a arte da Antiguidade Tardia passou a ser apreciada de forma distinta. Atualmente, acredita-se que a combinação de todos estes fatores seja a resposta correta.

### Ático
O arco está decorado com duas colunas caneladas destacadas em cada uma das duas fachadas dos dois pilares, num total de oito colunas. No alto de cada uma delas está uma estátua representando dácios da época do imperador Trajano. Sobre a passagem central está a inscrição dedicatória, a porção mais proeminente do ático e idêntica nas duas fachadas. Flanqueando a inscrição, acima das duas passagens laterais, estão quatro pares de painéis em relevo. Na fachada norte, da esquerda para a direita, eles representam o retorno do imperador depois da campanha (adventus), o imperador deixando a cidade saudado pela personificação da Via Flamínia, o imperador distribuindo dinheiro ao povo (largitio) e o imperador interrogando um prisioneiro germânico. Na fachada sul, também da esquerda para a direita, estão um chefe inimigo capturado levado ao imperador, uma cena similar com outros prisioneiros, o imperador discursando para a tropa (adlocutio) e o imperador sacrificando um porco, uma ovelha e um touro (suovetaurilia). Juntamente com os três painéis atualmente preservados nos Museus Capitolinos, estes relevos foram provavelmente retirados do chamado Arco de Marco Aurélio, construído para comemorar a guerra contra marcomanos e sármatas entre 169 e 175 e que terminou com o retorno triunfante do imperador em 176. No painel largitio, a imagem do filho de Marco Aurélio, Cômodo, foi removida depois que ele teve um decreto de damnatio memoriae decretado contra si.
Da mesma época são dois grandes painéis (3 metros de altura) que decoram o ático nas fachadas menores do leste e oeste e mostram cenas da Campanha dácia de Trajano. Juntamente com os dois relevos no interior do arco central, estes dois relevos vieram de um grande friso que celebrava a vitória dácia e que provavelmente estava instalado ou no Fórum de Trajano ou no quartel da cavalaria imperial no monte Célio.

### Seção principal
O leiaute geral da porção inferior é idêntico nas duas fachadas do arco, com quatro colunas e seus plintos dividindo a estrutura em um arco central maior e dois laterais, menores, estes encimados por dois relevos redondos sobre um friso horizontal. As quatro colunas são da ordem coríntia e foram esculpidas em mármore amarelo (giallo antico), uma das quais foi transferida para San Giovanni in Laterano e substituída por uma outra de mármore branco. Os plintos estão encostados no arco e suas três faces visíveis estão decoradas com relevos. Os frontais mostram a personificação da Vitória, ora escrevendo num escudo, ora segurando folhas de palmeira; os laterais mostram bárbaros capturados, sozinhos ou com soldados romanos. Apesar de serem da época de Constantino, o tema foi baseado nos relevos do Arco de Sétimo Severo e no hoje perdido Arco Novo e podem ser considerados como um item "padrão".
Os pares de relevos redondos sobre as passagens laterais são da época do imperador Adriano e mostram cenas de caça e sacrifícios religiosos. Na fachada norte, da esquerda para a direita, uma caçada de javali, um sacrifício a Apolo, uma caçada de leão e um sacrifício a Hércules. Na fachada sul, também da esquerda para a direita, a partida para uma caçada, um sacrifício a Silvano, a caçada de um urso e um sacrifício a Diana. A cabeça do imperador (originalmente Adriano) foi retrabalhada em todos eles: Constantino no caso das cenas de caçada e Licínio ou Constâncio I nas de sacrifício na fachada norte; na fachada sul, vice-versa. Cada um deles tem cerca de 2 metros de diâmetro e estavam emoldurados em pórfiro, mas a moldura só sobreviveu do lado direito da fachada norte. Esculturas circulares similares, de origem constantiniana, estão nas duas fachadas menores laterais do arco: a leste mostra o nascer do sol e a oeste, a lua, ambos em carruagens.
As enjuntas do arco principal estão decoradas com relevos da Vitória com troféus. As dos arcos menores, de deuses fluviais. Estes relevos, assim como os dos plintos, são de origem constantiniana.

#### Friso
Os frisos horizontais abaixo dos relevos redondos são os principais elementos da época de Constantino, decorando a volta toda do arco, um sobre cada um dos arcos laterais em cada uma das fachadas e mais dois nas fachadas menores leste e oeste. Estes relevos de tema histórico representam cenas da campanha italiana de Constantino contra Maxêncio, o motivo pelo qual o arco foi construído. A "história" começa na fachada oeste, com a partida de Constantino de Mediolano (profectio). Ele continua na fachada sul, com o cerco de Verona (obsidio) na esquerda, um dos principais eventos da guerra no norte da Itália, e a Batalha da Ponte Mílvia (312) na direita, com o exército de Constantino vitorioso e o inimigo se afogando no Tibre (proelium). Na fachada leste, Constantino e seu exército entram em Roma (ingressus) — o artista parece ter evitado propositalmente utilizar imagens de um triunfo, pois o imperador provavelmente não queria se mostrar triunfante sobre a própria capital romana. Finalmente, na fachada norte, aparece Constantino discursando no Fórum Romano na esquerda (oratio) e Constantino distribuindo dinheiro para o povo (liberalitas) na direita.

### Laterais internas das passagens
Na passagem central, há um grande painel da Campanha dácia de Trajano em cada parede. No interior das passagens laterais estão oito bustos (dois em cada parede) tão destruídos que é impossível identificar de quem eram.

## Inscrições
A inscrição principal no ático originalmente era composta por letras de bronze, mas elas se perderam. Apesar disto, o texto pode ser facilmente lido por causa das ranhuras onde elas se assentavam e dos buracos onde estavam os pinos que as prendiam. O texto é o mesmo dos dois lados e foi escrito em letras maiúsculas quadradas romanas:
| “ | IMP(eratori) · CAES(ari) · FL(avio) · CONSTANTINO · MAXIMO · P(io) · F(elici) · AVGUSTO · S(enatus) · P(opulus) · Q(ue) · R(omanus) · QVOD · INSTINCTV · DIVINITATIS · MENTIS · MAGNITVDINE · CVM · EXERCITV · SVO · TAM · DE · TYRANNO · QVAM · DE · OMNI · EIVS · FACTIONE · VNO · TEMPORE · IVSTIS · REMPVBLICAM · VLTVS · EST · ARMIS · ARCVM · TRIVMPHIS · INSIGNEM · DICAVIT Ao imperador césar Flávio Constantino, o maior, piedoso e abençoado augusto: pois ele, inspirado pela divindade e pela grandiosidade de sua mente, libertou o estado do tirano e sua facção com seu exército e pelo justo uso da força, o Senado e o Povo de Roma dedicaram este arco decorado com seus triunfos. | ” |

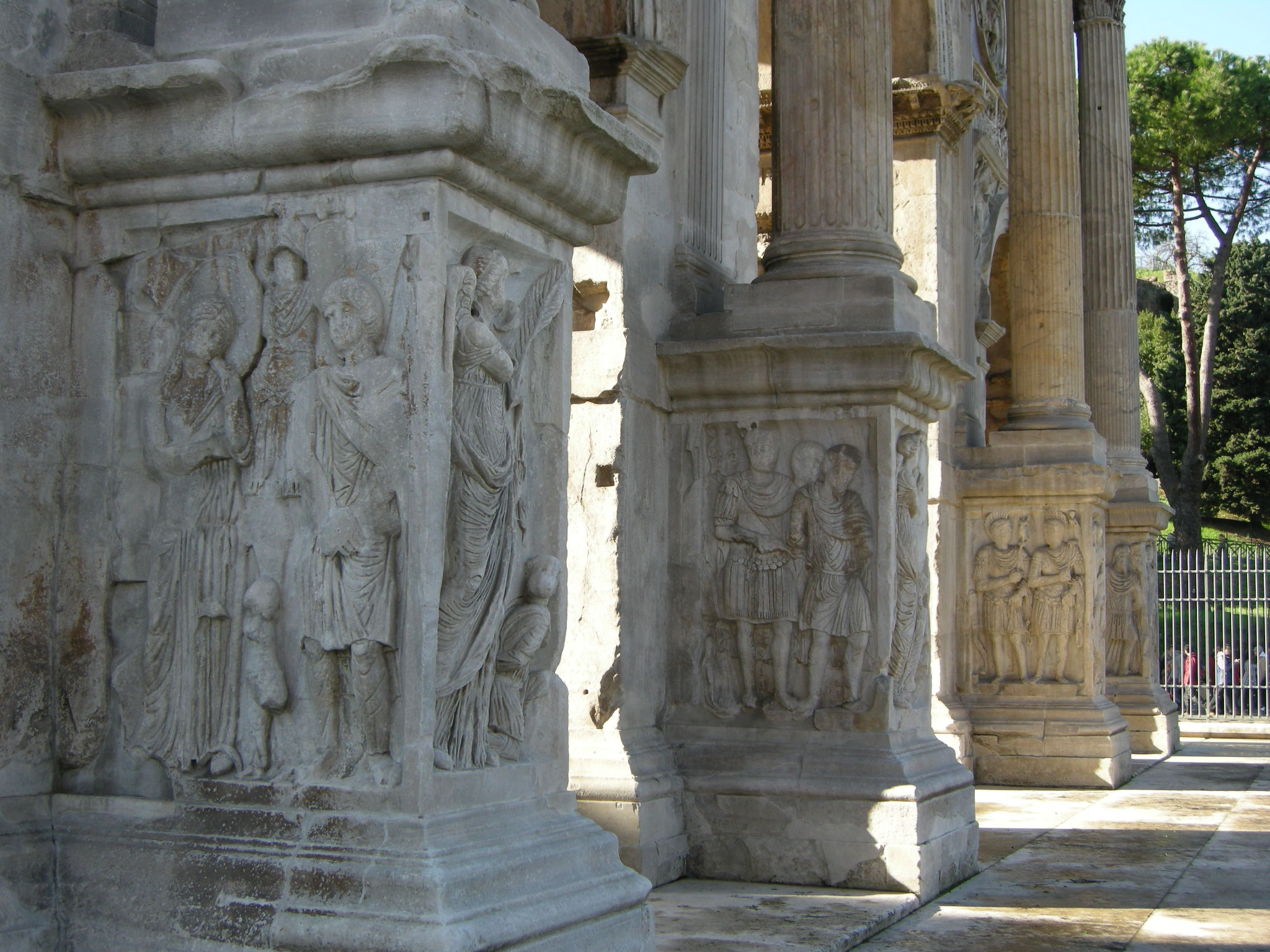
Detalhes da decoração dos plintos

As palavras "instinctu divinitatis" ("inspirado pela divindade") geraram um grande debate entre os estudiosos. Elas são geralmente interpretadas como um sinal da mudança da afiliação religiosa de Constantino. A tradição historiográfica cristã, especialmente Lactâncio e Eusébio, relatam a história de uma visão de Deus que Constantino teria tido na véspera da batalha na Ponte Mílvia e que ele teria "vencido pelo símbolo da cruz". Os documentos oficiais (especialmente as moedas) ainda foram cunhadas com o deus sol até 324, mas Constantino de fato passou a apoiar a igreja antiga a partir de 312. Se for este o caso, a vaga escolha das palavras pode ser interpretada como uma tentativa de agradar a todos os possíveis leitores, cristãos e pagãos. Como era o costume, o inimigo vencido não é mencionado pelo nome e foi chamado apenas de "tirano", uma tentativa de justificar a morte justa de um governante tirânico.

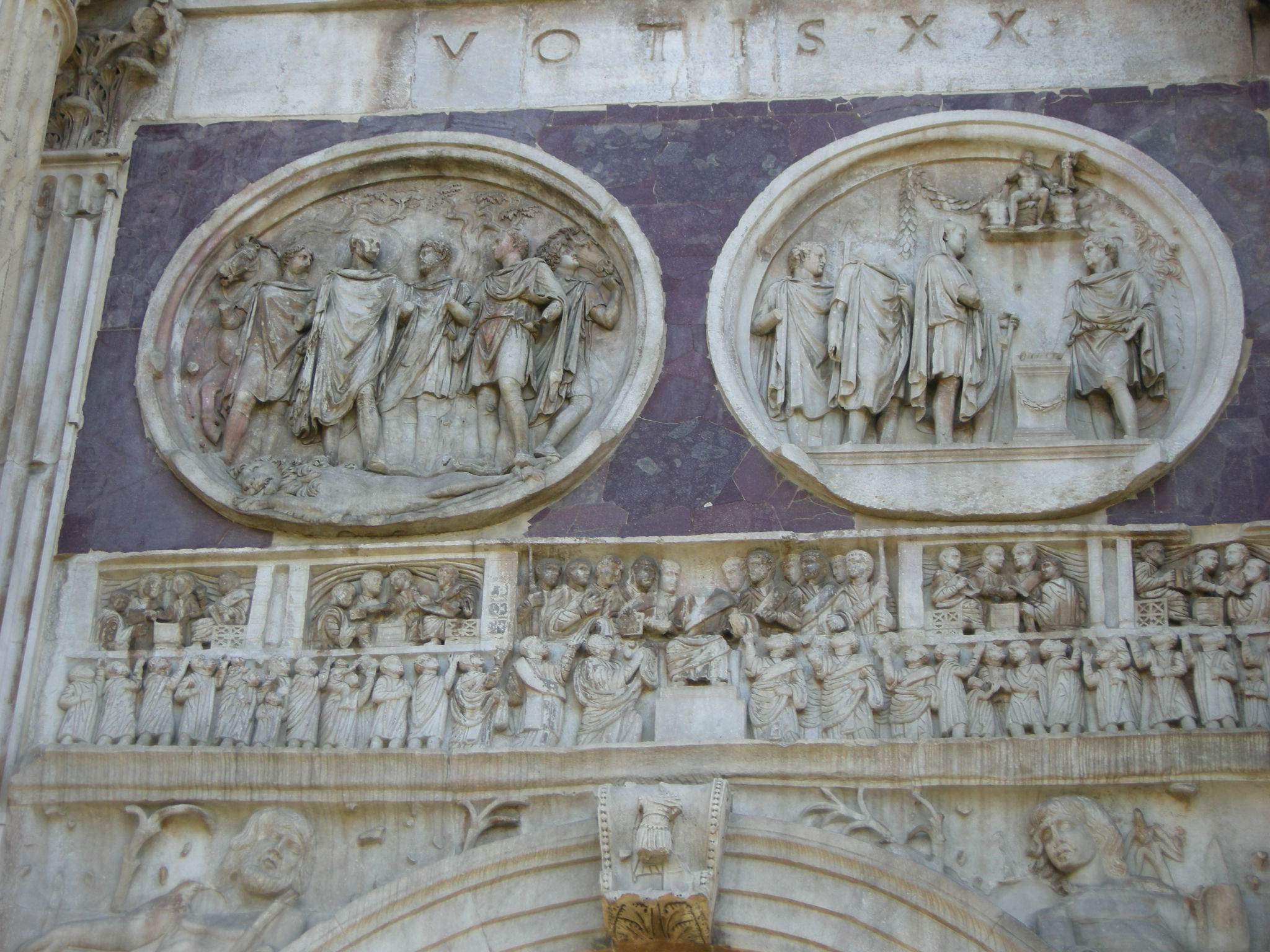
Detalhe dos medalhões redondos da época de Marco Aurélio

Duas curtas inscrições no interior da passagem central passam uma mensagem similar: Constantino não era 
um conquistador, mas o libertador de Roma que estava ocupada:
| “ | LIBERATORI VRBIS — FUNDATORI QVIETIS Libertador da cidade — Fundador da paz | ” |

No interior de cada uma das passagens menores:
| “ | VOTIS X - VOTIS XX — SIC X - SIC XX Votos pelo décimo aniversário - pelo vigésimo aniversário — Como foi no décimo - também no vigésimo. | ” |

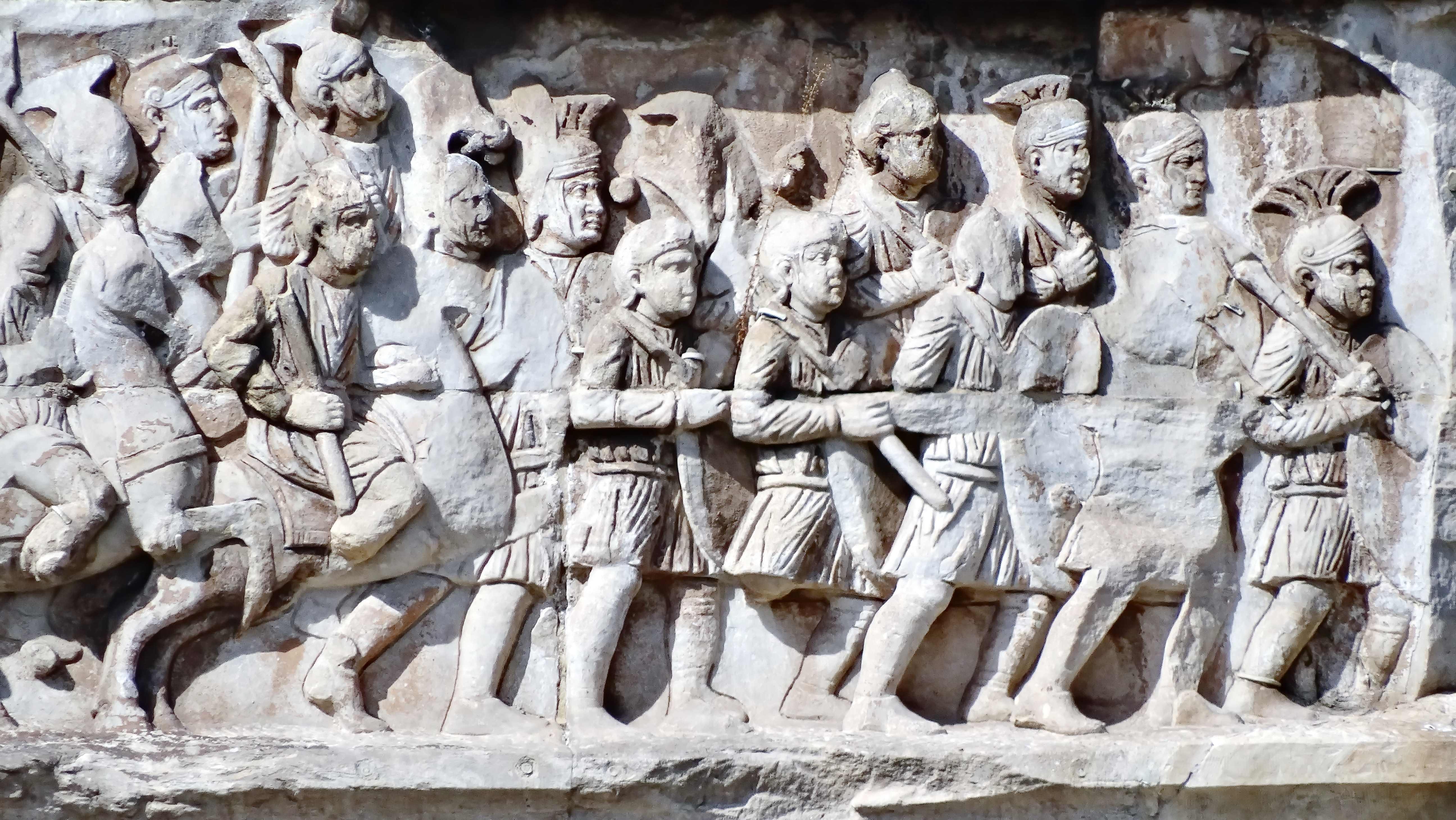
Detalhe de um dos frisos constantinianos

Ambas são referência às decenálias de Constantino, ou seja, cada um dos décimos aniversários de seu reinado (contados a partir de 306).

## Notas

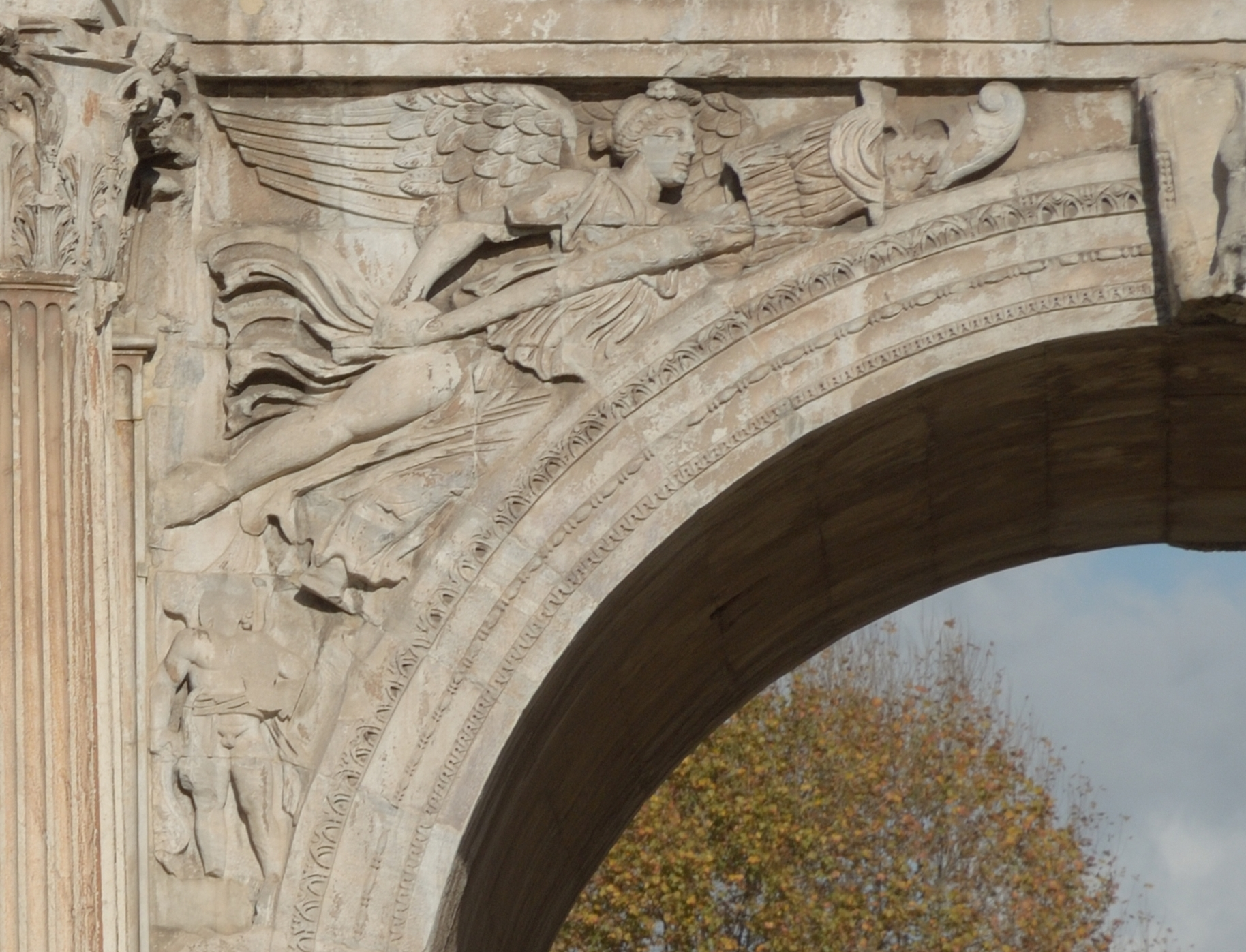
Detalhe de uma das enjuntas

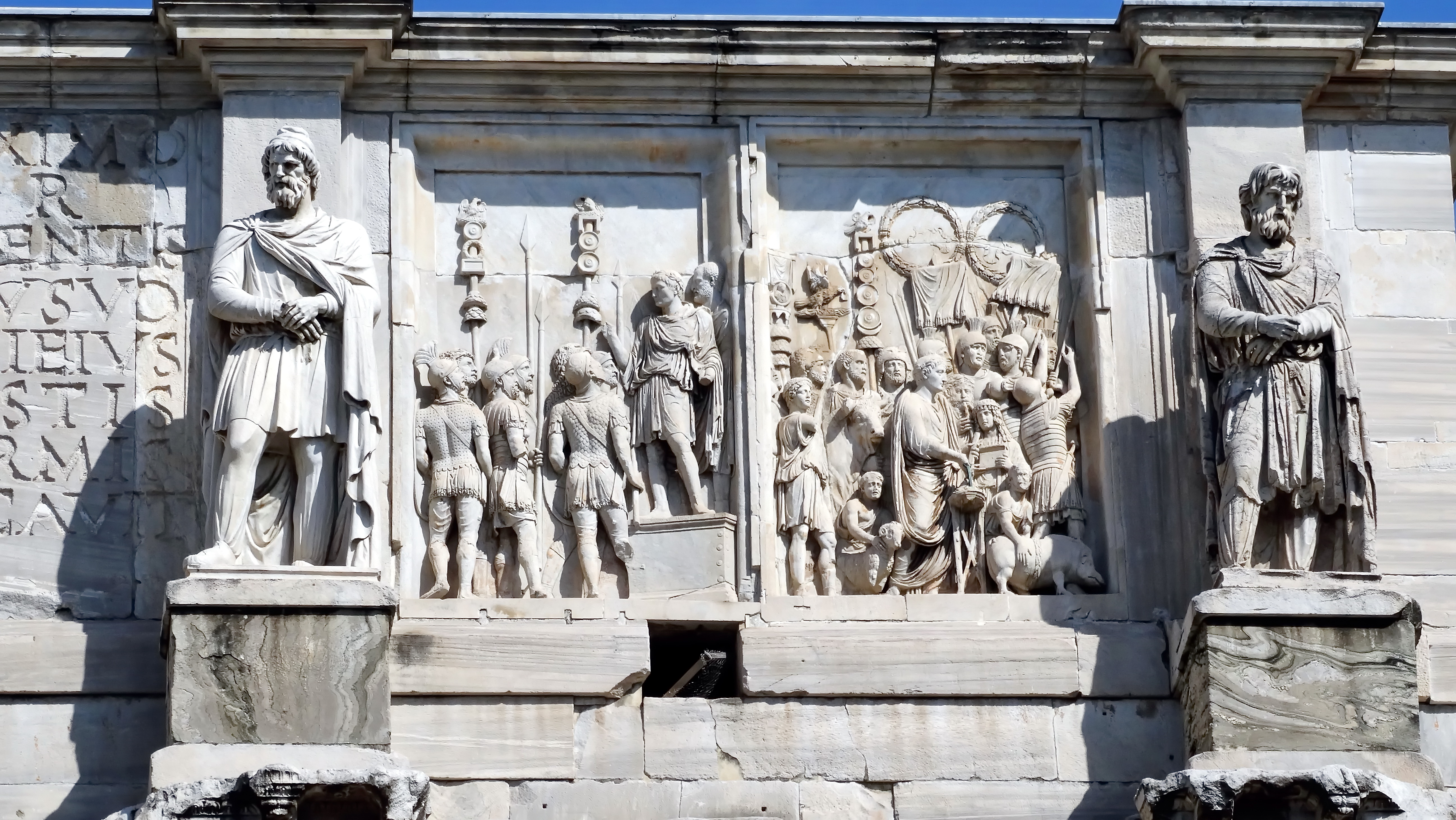
Detalhes dos frisos e estátuas da época de Trajano

## Literatura adicional
- Bieber, Margarete (1911). «Die Medaillons am Konstantinsbogen». Mitteilungen des Kaiserlich Deutschen Archaeologischen Instituts, Roemische Abtheilung (em alemão): 214–237
- Bonamente, Giorgio, ed. (1992). Costantino il Grande dall'Antichità all'Umanesimo; Atti del 2. colloquio sul Cristianesimo nel mondo antico (em italiano). [S.l.]: Università di Macerata
- Ewald, Björn C.; Noreña, Carlos F., eds. (2010). The emperor and Rome : space, representation, and ritual (em inglês). Cambridge: Cambridge University Press. ISBN 9780521519533
- Frothingham, Arthur Lincoln (2012). Who Built the Arch of Constantine?: Its History from Domitian to Constantine (em inglês). [S.l.]: CreateSpace Independent Publishing Platform. ISBN 9781477633144
- Jones, H. Stuart (1906). «Notes on Roman historical sculptures: II The Relief-Medallions of the Arch of Constantine». Papers of the British School at Rome (em inglês). 3: 229–251
- Jones, Mark Wilson (março de 2000). «Genesis and Mimesis: The Design of the Arch of Constantine in Rome». The Journal of the Society of Architectural Historians (em inglês). 59 (1): 50–77. doi:10.2307/991562
- Koeppel, Gerhard (1986). «Die historischen Reliefs der römischen Kaiserzeit IV: Stadtrömische Denkmäler unbekannter Bauzugehörigkeit aus hadrianischer bis konstantinischer Zeit». Bonner Jahrbücher (em inglês). 186: 1–90
- Lanciani, Rodolfo Amedeo (1892). Pagan and Christian Rome (em inglês). Boston: Houghton, Mifflin
- Lenski, Noel, ed. (2012) [2006]. The Cambridge companion to the Age of Constantine (em inglês) Revised ed. Cambridge: Cambridge University Press. ISBN 9781107013407
- L'Orange, Hans Peter; Gerkan, Armin von (1939). Der spätantike Bildschmuck des Konstantinsbogens (em inglês). Berlin: de Gruyter. ISBN 9783110022490
- Marlowe, Elizabeth (junho de 2006). «Framing the Sun: The Arch of Constantine and the Roman Cityscape». The Art Bulletin (em inglês). 88 (2): 223–242. JSTOR 25067243. doi:10.1080/00043079.2006.10786288 (Full disponível on line)
- Marlowe, Elizabeth (2010). Liberator Urbis Suae: Constantine and the Ghost of Maxentius (em inglês). [S.l.: s.n.] em Ewald & Noreña (2010, pp. 199–219)
- Middleton, John Henry (1892). The remains of ancient Rome (em inglês). London: Adam and Charles Black
- Pensabene, Patrizio (1992). «2». Il reimpiego nell'età costantiniana a Roma (em italiano). [S.l.: s.n.] p. 749-768
- Richardson, Lawrence (1992). A New Topographical Dictionary of Ancient Rome (em inglês). Baltimore: Johns Hopkins University Press. ISBN 9780801843006
- Ryberg, Inez Scott (1967). Panel Reliefs of Marcus Aurelius (Monographs on archaeology and the fine arts, 14. ASIN: B0006BQ1JW) (em inglês). NY: Archaeological Institute of America (disponível online)
- Varner, Eric R. (2004). Monumenta Graeca et Romana. damnatio memoriae and Roman imperial portraiture (em inglês). Leiden: Brill. ISBN 90-04-13577-4
- Weitzmann, Kurt, ed. (1979). Age of spirituality : late antique and early Christian art, third to seventh century : catalogue of the exhibition at the Metropolitan museum of art, November 19, 1977, through February 12, 1978 (em inglês). New York: Metropolitan Museum of Art. ISBN 9780870991790